# Avannaata
Avannaata (em gronelandês: avan-a-ta) é um município da Groenlândia. Foi fundado em 1 de janeiro de 2018 a partir da maior parte do antigo município de Qaasuitsup. Abrange uma área de 522 700 km2 e possui cerca de 10 846 habitantes (2024).                                                                 É o segundo maior município do mundo em questão territorial.

## Geografia
No sul, Avannaata é cercada pelo município de Qeqertalik. No sudeste, faz divisa com o município de Sermersooq, no entanto, essa fronteira corre de norte a sul (45 ° meridiano oeste) através do centro da camada de gelo da Groenlândia (em groenlandês/gronelandês:  Sermersuaq), e consequentemente não possui grande tráfego de veículos ou de pessoas. No nordeste e no leste, Avannaata faz fronteira com o Parque Nacional Nordeste da Groenlândia.
Ao extremo sul da costa municipal, estão as águas da Baía de Disko, embora algumas comunidades da Baía de Disko sejam pertencentes ao município de Qeqertalik. Esta baía é uma enseada da maior baía de Baffin, que ao norte margeia a ilha da Groenlândia na forma da baía de Melville. O litoral do nordeste da Baía de Baffin é pontilhado por ilhas do Arquipélago de Upernavik, que está totalmente contido no município. No extremo noroeste perto de Qaanaaq e Siorapaluk, as margens municipais se estendem até o Estreito de Nares, que separa a Groenlândia da Ilha Ellesmere.
O lado oeste de Avannaata se estende até a metade leste da anteriormente disputada Ilha Hans, enquanto a Região de Qikiqtaaluk do Canadá administra a porção oeste.

## Estrutura política
O conselho municipal de Avannaata é composto por 17 membros, que são eleitos a cada quatro anos.

### Conselho municipal
| Eleições | Partidos | Partidos | Partidos | Partidos | Partidos | Total de assentos | Turnos | Prefeito eleito       |
| -------- | -------- | -------- | -------- | -------- | -------- | ----------------- | ------ | --------------------- |
| Eleições | A        | D        | IA       | N        | S        | Total de assentos | Turnos | Prefeito eleito       |
| 2017     | 3        | 1        | 2        | 2        | 9        | 17                | 63,1%  | Palle Jeremiassen (S) |
| 2021     | 2        | 1        | 3        | 2        | 9        | 17                | 69.5%  | Palle Jeremiassen (S) |

## Cidades e localidades
A comuna tem 4 cidades (byer) e 23 localidades (bygder).

### Distrito de Ilulissat
- Ilulissat (Jakobshavn)
- Ilimanaq (Claushavn)
- Oqaatsut (Rodebay)
- Qeqertaq (Øen)
- Saqqaq (Solsiden)

### Distrito de Qaanaaq
- Qaanaaq (Thule)
- Qeqertat
- Savissivik
- Siorapaluk

### Distrito de Uummannaq
- Uummannaq (Omenak)
- Ikerasak
- Illorsuit
- Niaqornat
- Nuugaatsiaq
- Qaarsut
- Saattut
- Ukkusissat

### Distrito de Upernavik
- Upernavik
- Aappilattoq
- Innaarsuit
- Kangersuatsiaq
- Kullorsuaq
- Naajaat
- Nutaarmiut
- Nuussuaq (Kraulshavn)
- Tasiusaq
- Tussaaq
- Upernavik Kujalleq (Sondre Upernavik)

## Idioma
Kalaallisut, o dialeto da Groenlândia Ocidental, é falado nas cidades e assentamentos das costas oeste e noroeste. A língua inuktun também é falado dentro e ao redor de Qaanaaq.

## Transportes
Avannaata é servida por transporte marítimo, fornecido pela companhia de navegação Arctic Umiaq Line, com escala em Ilulissat.
Dispõe de transporte aéreo através do aeroporto de Ilulissat.

## Galeria

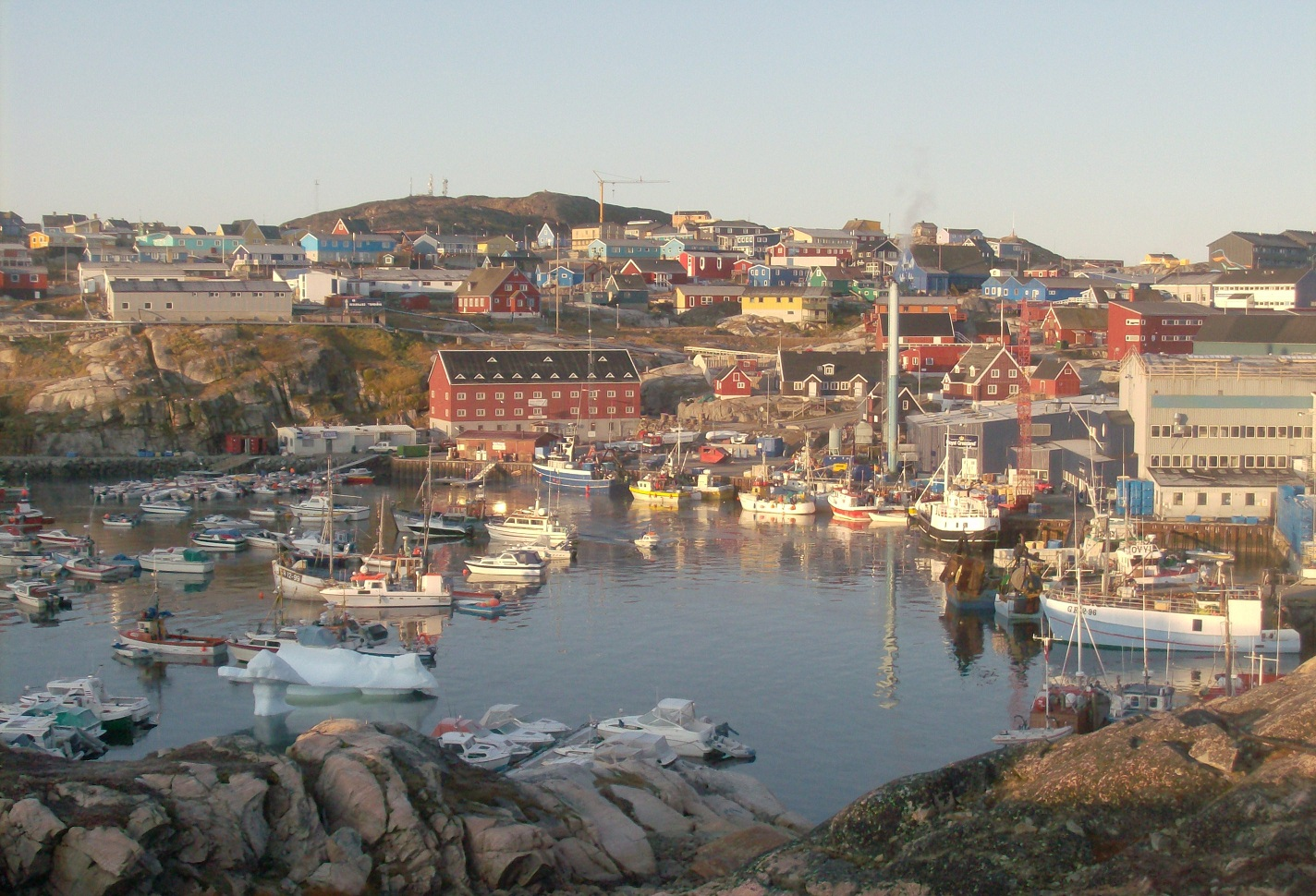
Ilulissat e o seu porto
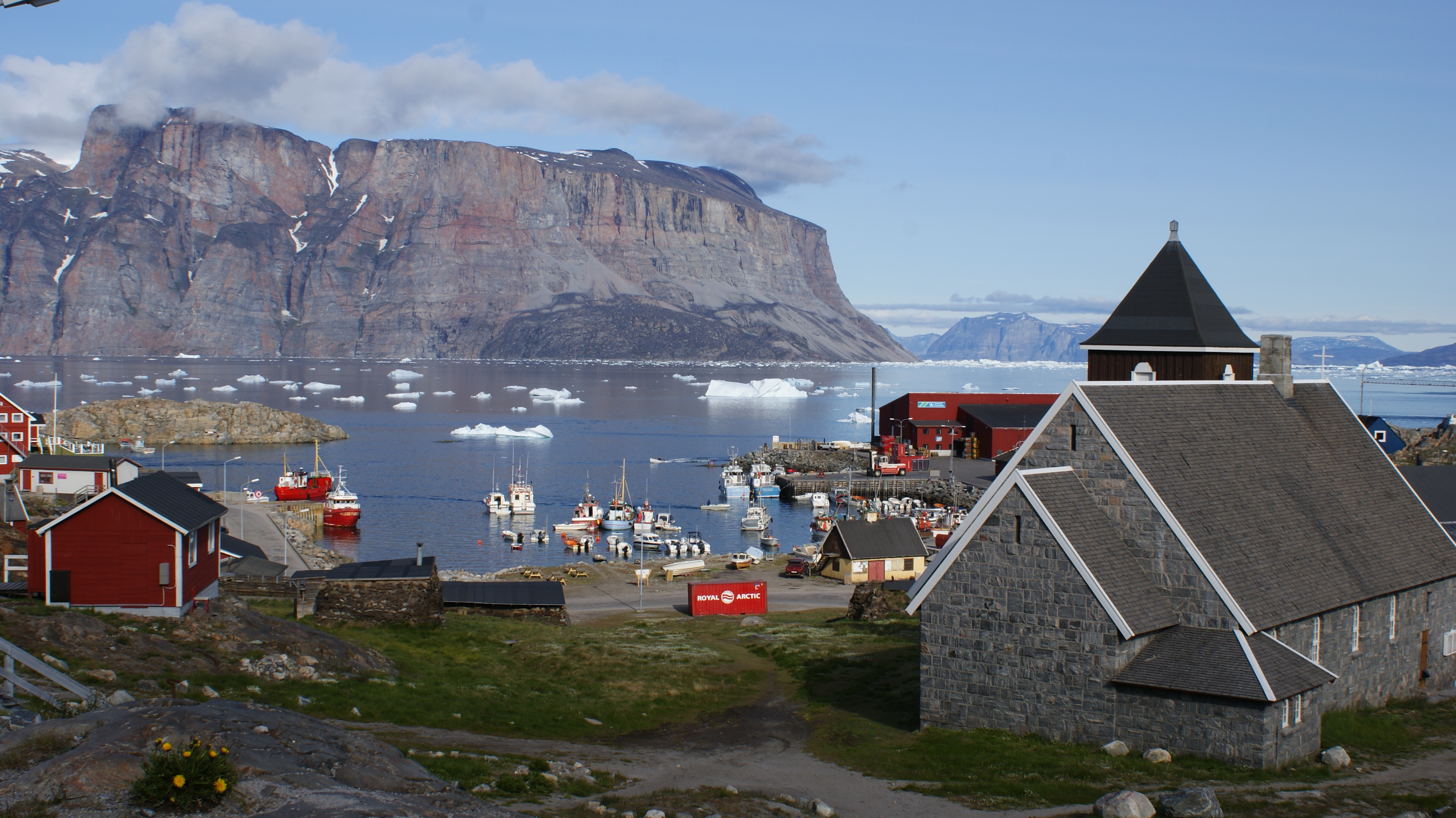
Uummannaq
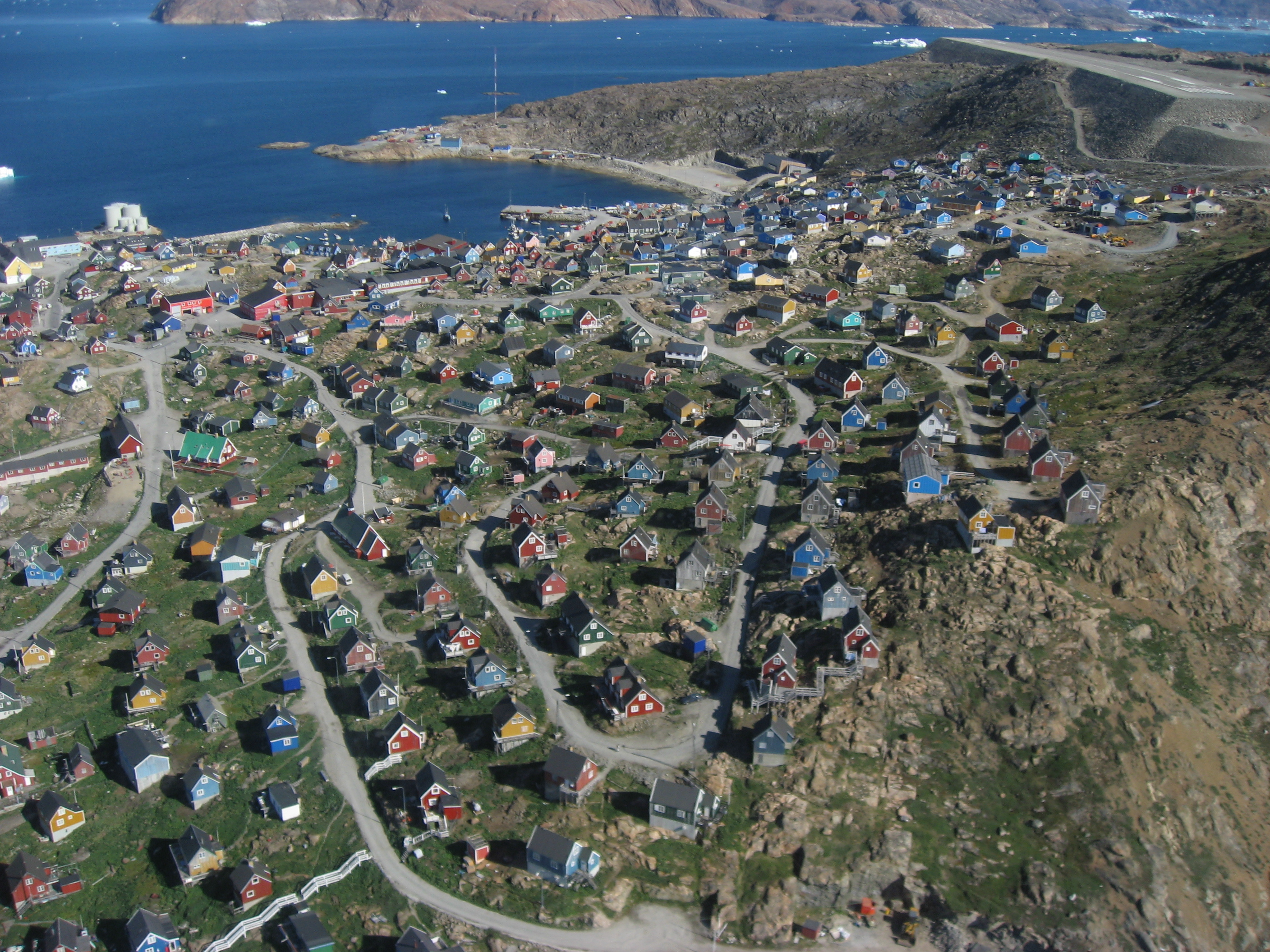
Upernavik
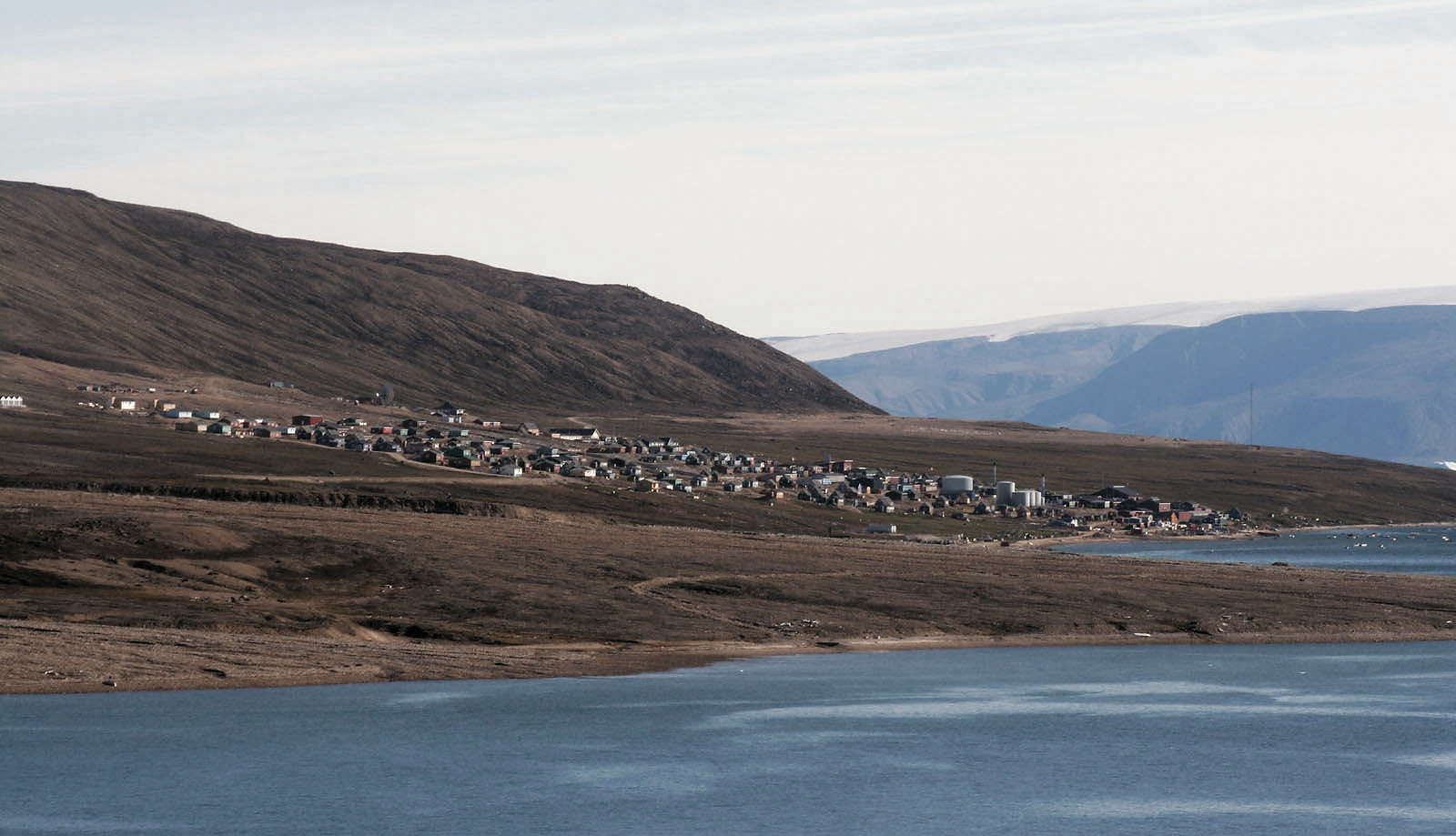
Qaanaaq